# Tramerie-getijdenboek
Het Tramerie-getijdenboek is een getijdenboek van onbekende makers uit de 15e en 16e eeuw. Het werpt een licht op de boekverluchting in de Belgische stad Doornik aan het begin van de 16e eeuw.

## Beschrijving
Het rond 1420-1430 door een in Frankrijk wonende Engelsman bestelde getijdenboek werd mogelijk in Parijs of in Doornik gemaakt. Bijna honderd jaar later financierde een inwoner van Doornik de afwerking ervan. Opvallend is dat de pagina's allemaal verlucht zijn en zeker dat vijftien miniaturen een volledige pagina vullen. Ze zijn omringd door lofwerk met vogels, insecten, fabeldieren en grotesken. Het gebruik van goud geeft alles extra glans. Initialen versieren de tekst. De stijl van de miniaturen onderging zowel Franse als Vlaamse invloeden.
De miniatuur De boetedoening van David is mogelijk van de hand van de Meester van de Harvard Hannibal, een inwoner van Parijs die wellicht naar de Lage Landen vluchtte toen de Engelsen de Franse hoofdstad bezetten. Een dergelijke miniatuur in dit getijdenboek getuigt van zijn belangrijkheid.

## Achtergrond
De miniaturen stammen uit een woelige periode uit de Doornikse geschiedenis toen de stad een goede stede van Frankrijk was. Later werd Doornik door de Engelsen veroverd en vervolgens geannexeerd door keizer Karel V.

## Geschiedenis
In 2015 werd het Tramerie-getijdenboek via het Fonds Claire en Michel Lemay verworven door het Erfgoedfonds van de Koning Boudewijnstichting (inventarisnummer: KBS 0136). Het wordt bewaard in het Koninklijk Instituut voor het Kunstpatrimonium te Brussel.

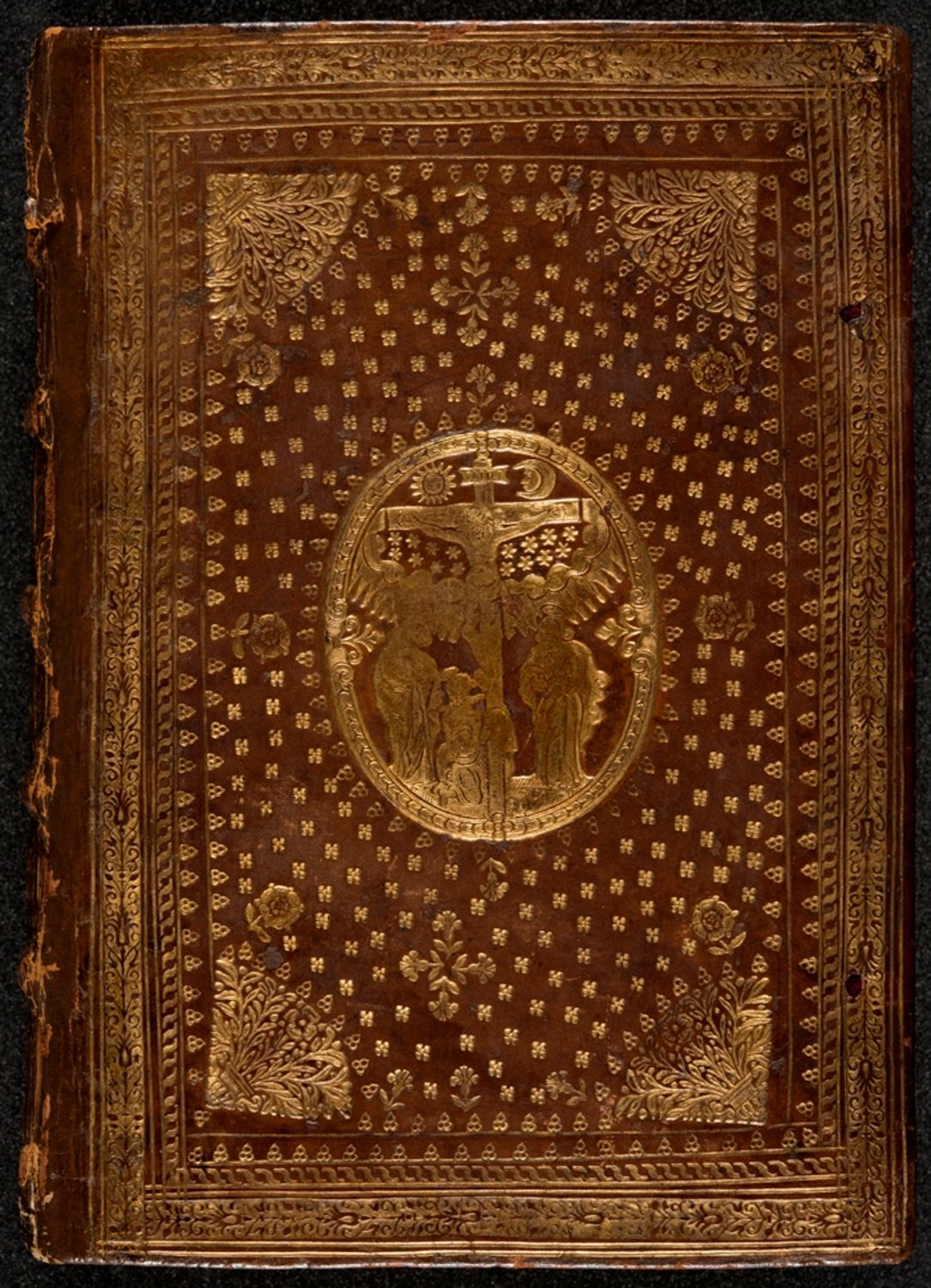
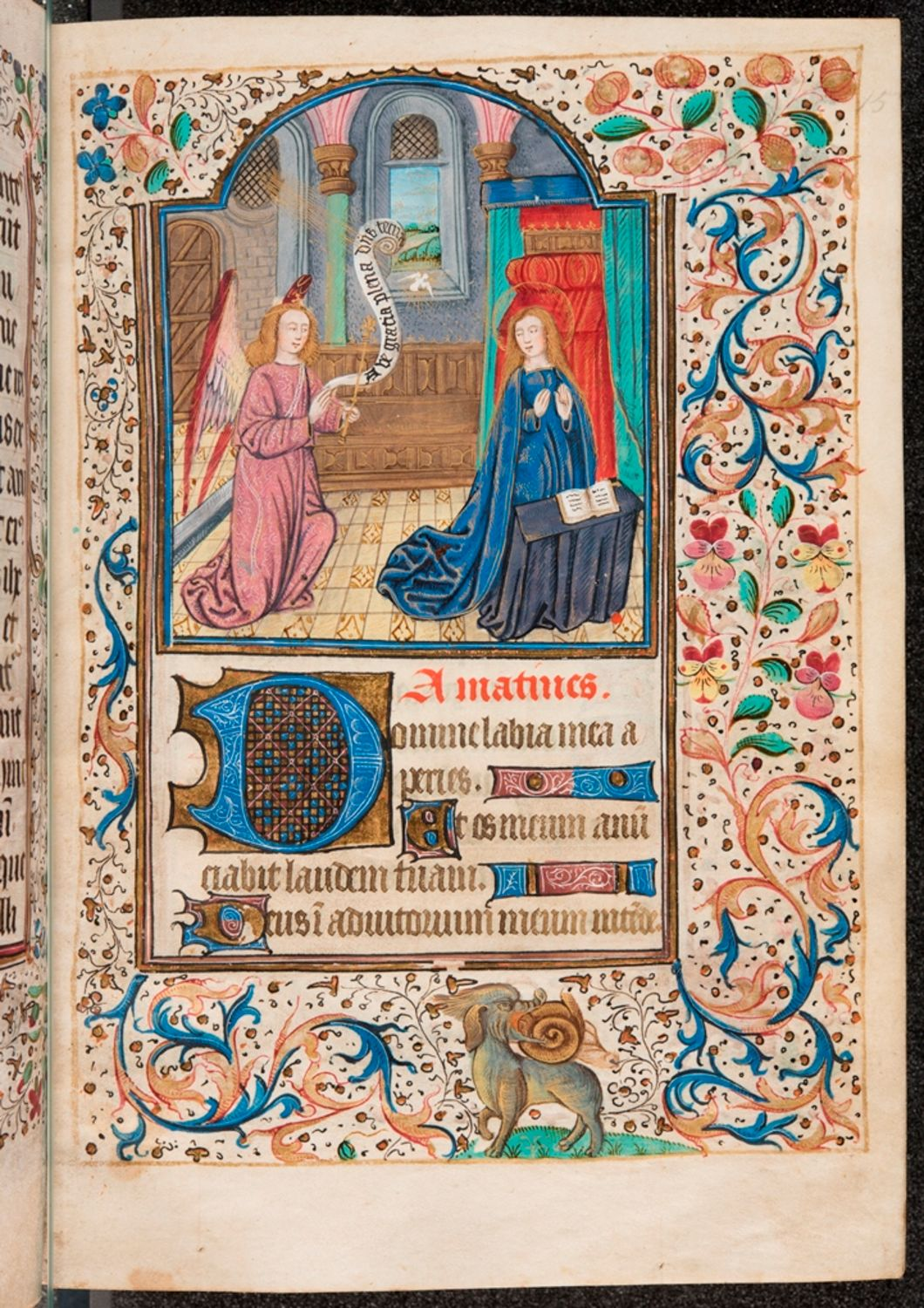
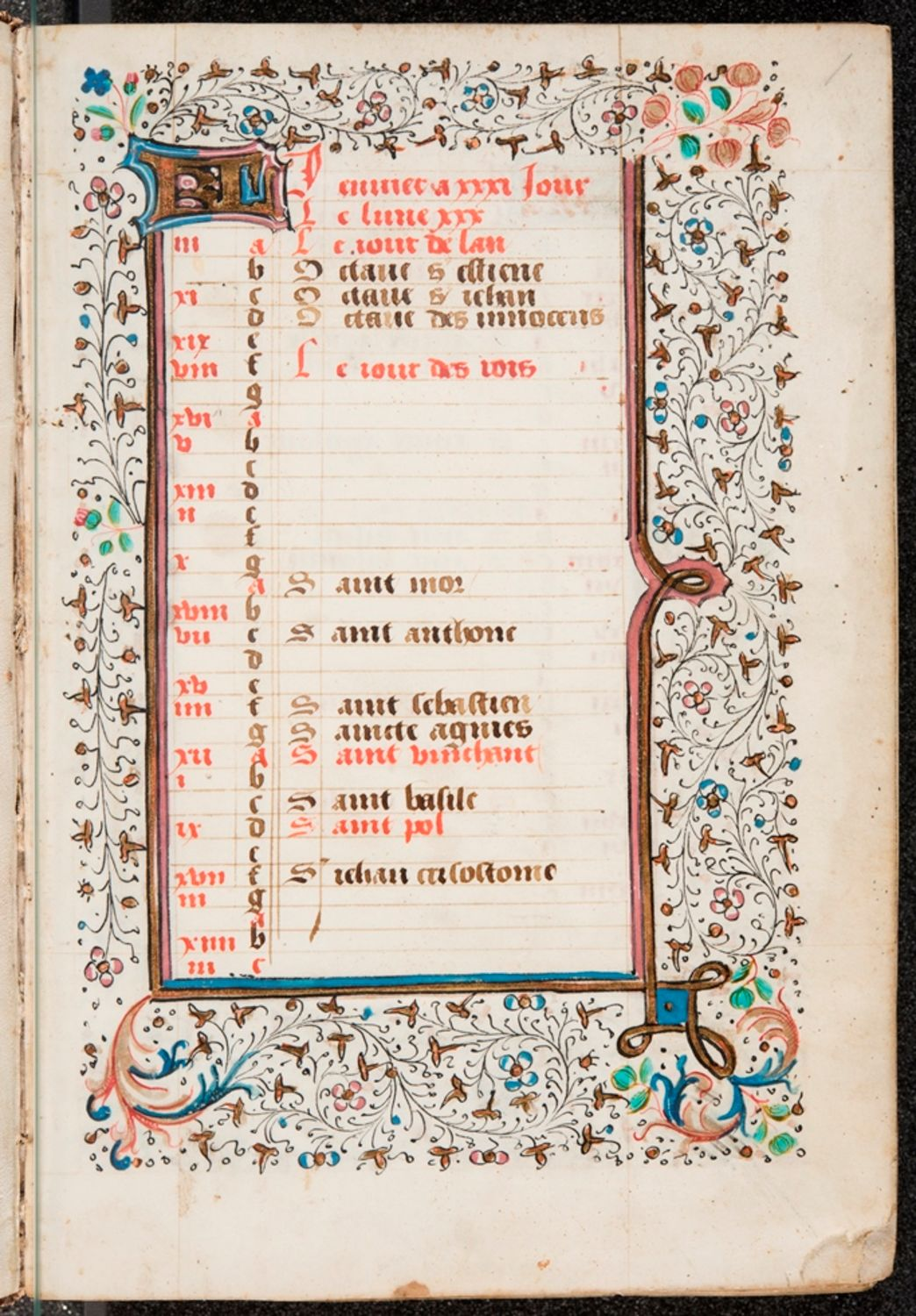
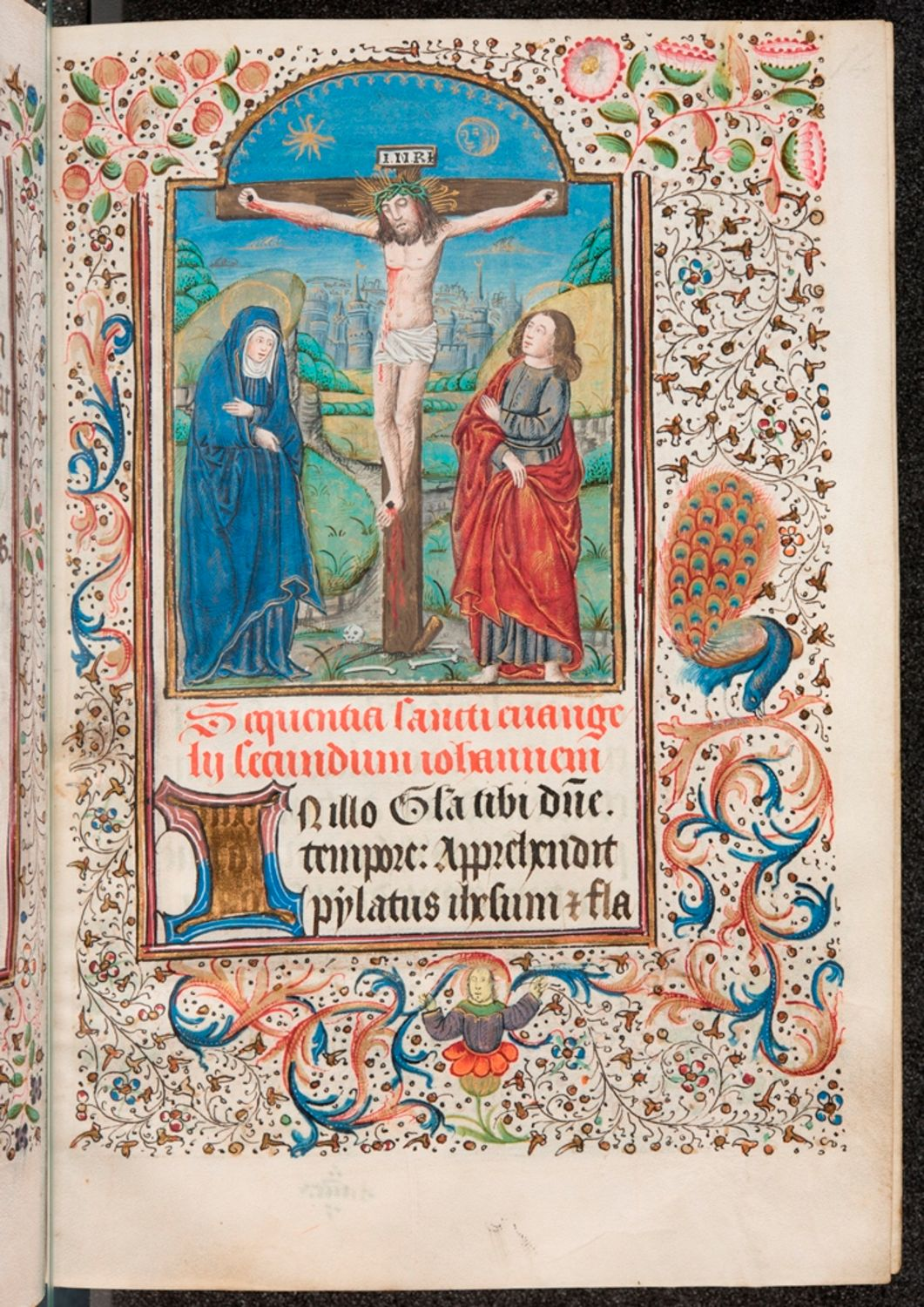
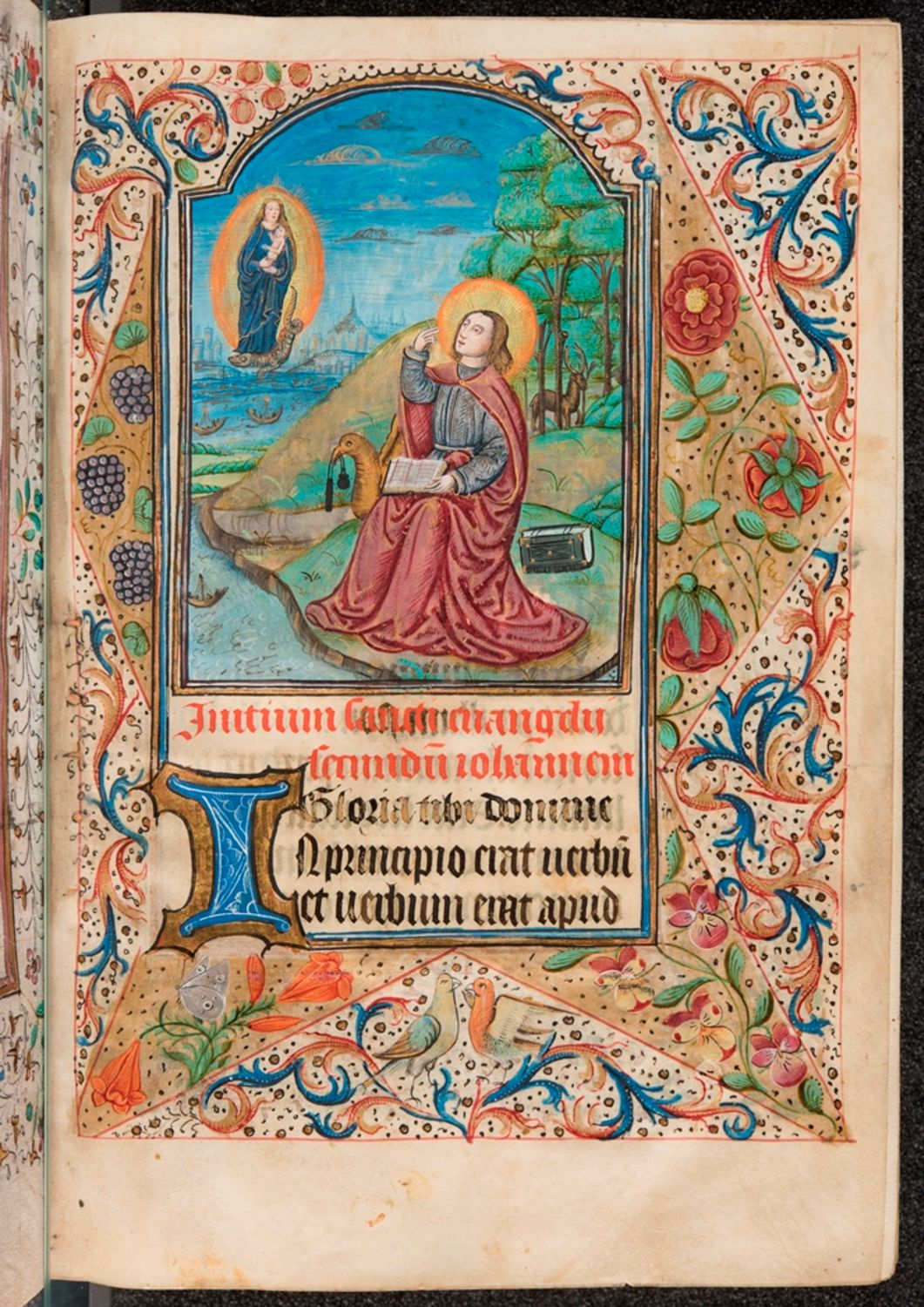